# Melegkedvelő szubmediterrán cserjések
A melegkedvelő szubmediterrán cserjések (Berberidion Br-Bl.) a kökénycserjések (avagy xeroterm cserjések, Prunetalia spinosae R. Tx., 1952) növénytársulástani rendjének egyik, Magyarországon is elterjedt társulástani csoportja.

## Elterjedésük, termőhelyük
Ezek az enyhén mezofil jellegű cserjések Közép-Európában és a  szubmediterrán övben nőnek — Közép-Európában főleg a mészkedvelő, termofil bükkösök (sziklaerdők, Cephalanthero-Fagion) szegélyein, nálunk a cseres–tölgyesek, illetve az Alföldön a gyöngyvirágos tölgyesek, ritkábban az alföldi gyertyános–tölgyesek szegélyén, leggyakrabban pedig az ezen erdők irtásain kialakított legelőkön, határmezsgyéken verődnek fel. 
Cserjéik viszonylag magasak, sűrűn nőnek. A csoport hazánkban kevéssé tanulmányozott.

## Jellemző fajaik
- mezei juhar (Acer campestre),
- deres tarackbúza (Elymus hispidus),
- kígyóhagyma (Allium scorodoprasum),
- nyúlárnyék (Asparagus officinalis),
- veresgyűrű som (Cornus sanguinea),
- tarka koronafürt (Securigera varia),
- mogyoró (Corylus avellana),
- cseregalagonya (Crataegus laevigata),
- egybibés galagonya (Crataegus monogyna),
- csíkos kecskerágó (Euonymus europaeus)
- bibircses kecskerágó (Euonymus verrucosus),
- kökény (Prunus spinosa),
- varjútövis (Rhamnus cathartica) és
- különböző rózsafajok (Rosa agrestis, Rosa canina, Rosa elliptica, Rosa zalana).

## Rendszertani felosztásuk
Magyarországon csoportnak három társulása nő:
- galagonya-kökény cserjés (Pruno spinosae-Crataegetum Soó, (1927) 1931),
- fagyal-kökény sövény (Ligustro-Prunetum R. Tx., 1952),
- madárbirscserjés (Cotoneastro tomentosi-Amelanchieretum Jakucs 1961,